# أماندا بيرغمان
أماندا بيرغمان (بالسويدية: Idiot Wind)‏ هي مغنية مؤلفة سويدية، ولدت في 2 نوفمبر 1987 في Gagnef Municipality ‏ في السويد.

## وصلات خارجية
- الموقع الرسمي
- أماندا بيرغمان على موقع IMDb (الإنجليزية)
- أماندا بيرغمان على موقع ميوزك برينز (الإنجليزية)
- أماندا بيرغمان على موقع قاعدة بيانات الأفلام السويدية (السويدية)
- أماندا بيرغمان على موقع ديسكوغز (الإنجليزية)